# Mirella Bentivoglio
Mirella Bentivoglio (Klagenfurt, 28 marzo 1922 – Roma, 22 marzo 2017) è stata un'artista e poetessa italiana.

## Biografia
Mirella Bentivoglio, nata a Klagenfurt nel 1922, ha vissuto a Roma. È stata un'artista, poetessa e performer italiana che ha operato nell'ambito delle poetiche verbo-visuali.
Dal 1965 si è occupata di poesia concreta e di poesia visiva come critico e artista, creando composizioni con parole e immagini, collage, tecniche grafiche. Dalle sperimentazioni di poesia concreta, che valorizzano aspetti visivi della scrittura, è passata alla poesia visiva, che più liberamente associa scrittura e immagine, e alla poesia-oggetto, che opera interventi linguistici su oggetti e ambienti. 
Ha curato numerose iniziative di arte al femminile in Italia e all'estero, tra cui una mostra storica di ottanta donne alla Biennale di Venezia nel 1978.
Ha dedicato ricerche di tipo storico alle artiste del Futurismo italiano.
Ha pubblicato poesie in volume per l'editore Scheiwiller nel 1943 e successivamente per Vallecchi. Ha pubblicato monografie e saggi in Italia e all'estero (Francia, Stati Uniti, Paesi Bassi, Germania), editi, tra gli altri, da Fabbri, Mazzotta, Eidos.

## Opere
Tra le sue opere di matrice linguistica e simbolica l'Ovo di Gubbio, l'Albero Capovolto, il Libro-campo. 

## Mostre personali
Tra le mostre personali:
- 1971, Galleria Schwarz di Milano
- 1973, Biennale di San Paolo
- Klingspor Museum, Offenbach/Main
- 1977, Italian House di Rochester, New York
- Poetry Collection, Università di Buffalo
- 1978, Istituto Italiano di Cultura, New York
- 1981, Metronom, Barcellona
- 1987, Torre del Lebbroso, Aosta
- 1988, Writers' Forum, Londra
- 1991, Art Center, Edewecht
- 1999, National Museum of Women in the Arts, Washington, DC

## Mostre collettive
Tra le mostre collettive:
- Biennale di Venezia: edizioni del 1969, 1972, 1978, 1980, 1986, 1995
- Biennale di San Paolo: 1973, 1981, 1994
- Documenta di Kassel, 1982
- Centre Pompidou, Parigi: 1978, 1981, 1982
- XI Quadriennale Nazionale di Roma (1986, sezione Emergenze Storiche)
- Guggenheim Museum di Venezia, 1994